# Валгольо
Валго̀льо (на италиански: Valgoglio; на ломбардски: Algoi, Алгой) е село и община в Северна Италия, провинция Бергамо, регион Ломбардия. Разположено е на 929 m надморска височина. Населението на общината е 602 души (към 2017 г.).